# Helen Chenoweth-Hage
Pour les articles homonymes, voir Chenoweth et Hage (homonymie).
Helen Chenoweth-Hage  (27 janvier 1938 – 2 octobre 2006) est une femme politique américaine.

## Biographie
Elle est membre de la Chambre des représentants des États-Unis pour le premier district congressionnel de l'Idaho de 1995 à 2001.